# Sosumi
Sosumi는 애플에서 만드는 매킨토시에서 사용되는 경고음으로, 1991년 시스템 7의 경고음으로 처음 들어갔다. sosumi란 이름은 애플 레코드와 그 당시 애플 컴퓨터와의 오랜 분쟁에서 유래하였으며, 이에 "so sue me"(날 고소해봐)란 이름이 붙게 되었다.

## 역사
Sosumi는 실로폰으로 친 짧은 샘플로, 애플 레코드와 애플 컴퓨터 간의 길고긴 트레이드마크 소송전에서 비롯되었으며, 이에 그당시 애플의 사운드 매니저를 만들던 엔지니어였던 Jim Reekes는 자신의 새 비프음에 "Let it Beep"로 하려 하다가 결국 "sosumi"로 이름을 붙이게 된다. sosumi는 이후 모든 맥 OS에 들어가게 되었고, OS X도 예외는 아니었다.

## 문화적 영향
이 문구는 Jay Parini의 "A Short Address to the Academy of Silence"라는 시에 수록되기도 하였으며, 애플 측에서는 자사 웹페이지의 법적 항목쪽 캐스케이딩 스타일 시트의 클래스 이름으로 현재까지도 사용하고 있다.